# StEG I 488–491
Die StEG I 488–491 waren Schlepptenderlokomotiven der Staats-Eisenbahn-Gesellschaft (StEG), einer privaten Eisenbahngesellschaft Österreich-Ungarns.
Die vier Maschinen wurden von der Lokomotivfabrik der StEG 1858 geliefert und gehörten zu den ersten vierfach gekuppelten Lokomotiven der StEG.
Sie bekamen im ersten Bezeichnungsschema der StEG die Nummern 488–491 sowie die Namen ACS, SZT. JANOS, LEITHA und PARNDORF.
Die ersten beiden unterschieden sich von den letzten beiden durch die Kesselbauart (vgl. Tabelle).
Im Bezeichnungsschema von 1873 bekamen die vier Maschinen die Nummern 1108–1111 und die Kategorie IVi zugeordnet.
Obwohl sie derselben Kategorie wie die StEG I 441–447 zugeordnet wurden, unterschieden sie sich von diesen in fast allen wichtigen technischen Bemaßungen.
1891 kamen, anlässlich der Verstaatlichung der ungarischen Strecken der StEG, bis auf ein Fahrzeug alle zur MÁV, die sie aber ausschied, ohne ihnen eine Reihennummer zuzuordnen.
1897 kam die der StEG verbliebene Lokomotiven als 4002 in das dritte Bezeichnungsschema der StEG.
Als die StEG 1909 verstaatlicht wurde, befand sie sich nicht mehr im Lokomotivbestand.